# Herz-Jesu-Kirche (Ningbo-Jiangbei)

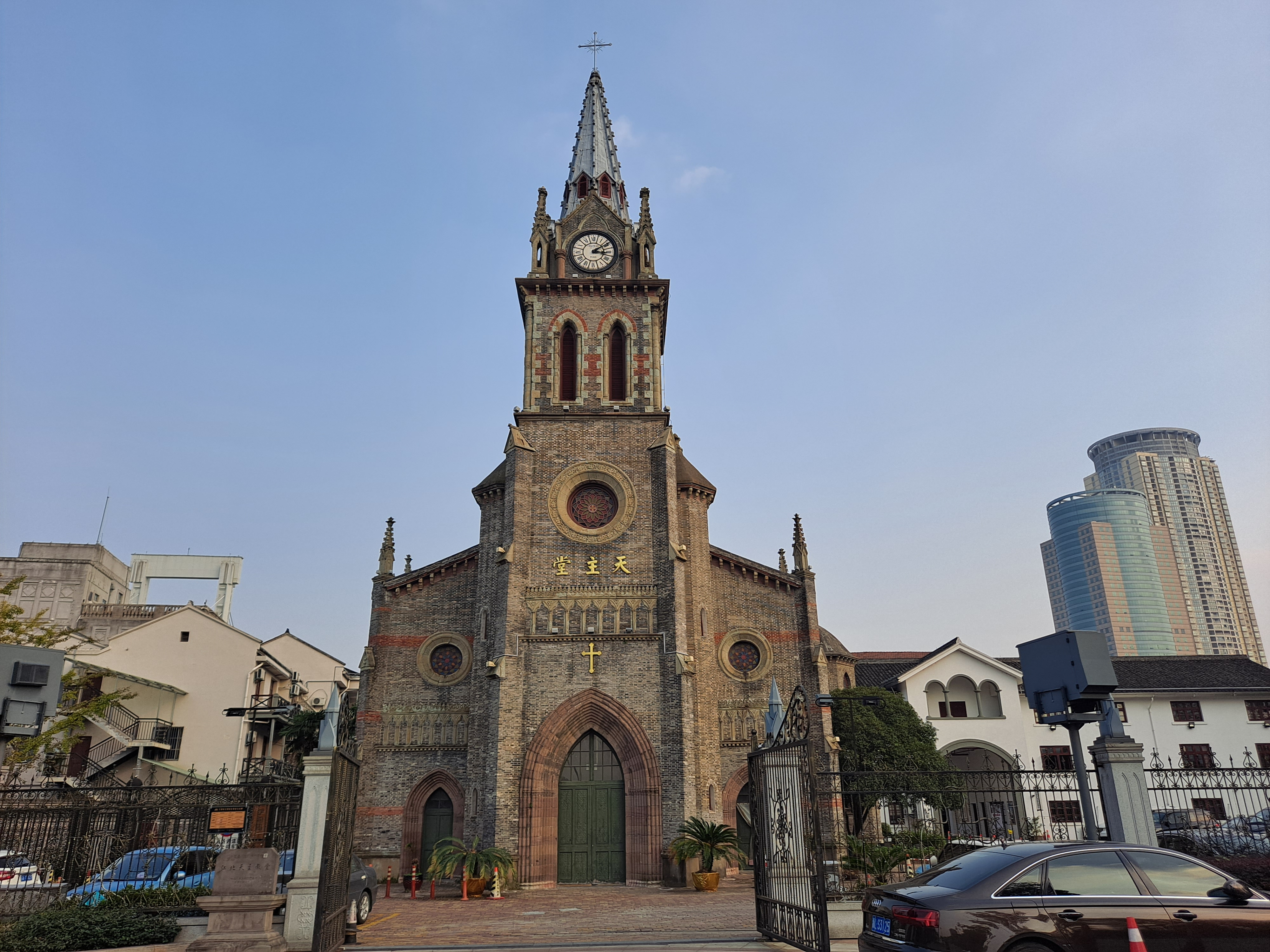
Außenansicht

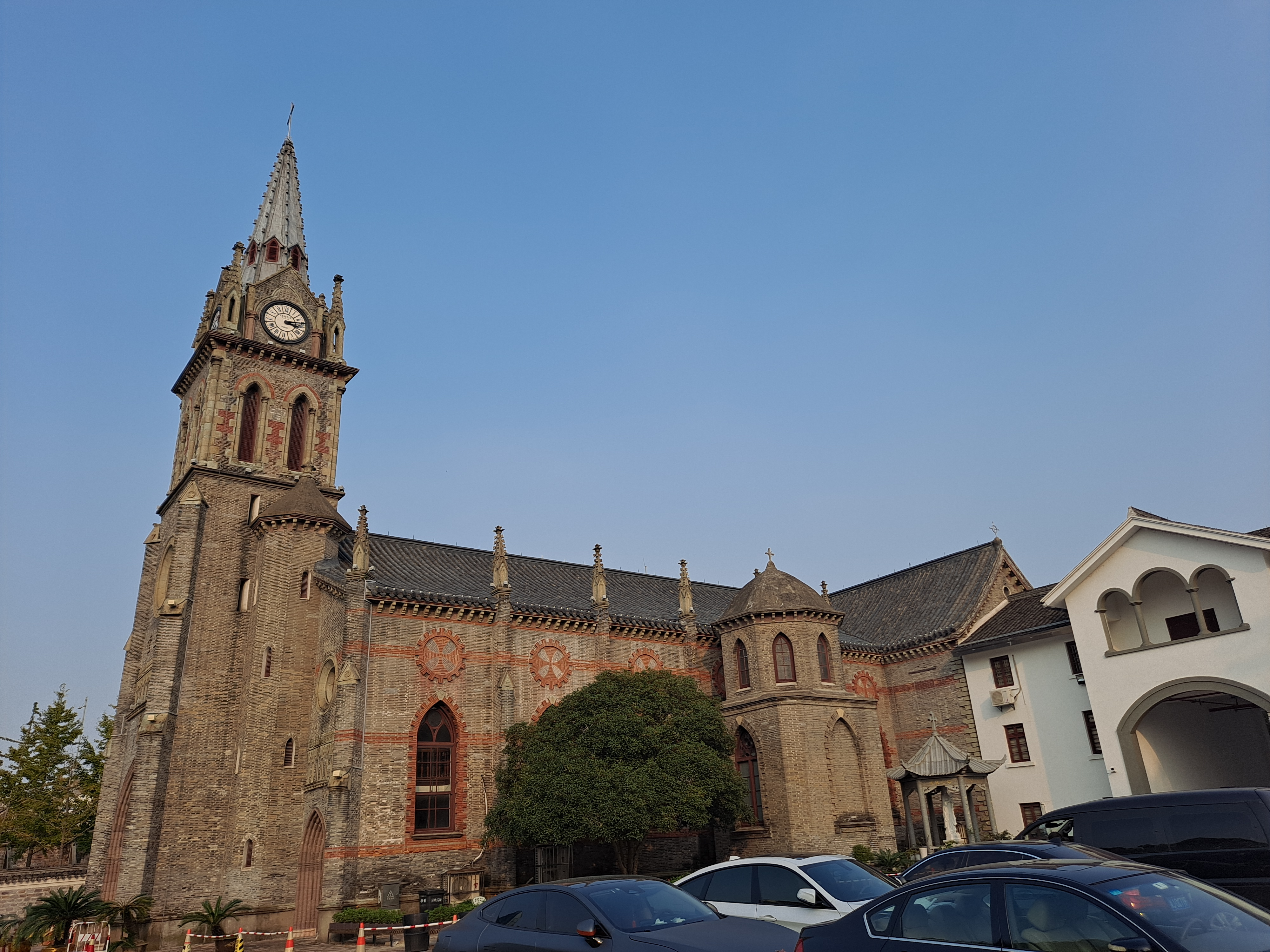
Außenansicht

Die Herz-Jesu-Kirche, früher Kathedrale zum Gedächtnis der Sieben Schmerzen Mariens zu Jiangbei (chinesisch 江北岸圣母七苦主教座堂, Pinyin Jiāngběi Àn Shèngmǔ Qīkǔ Zhǔjiào Zuòtáng, englisch Cathedral of Our Lady of the Seven Sorrows), ist eine katholische Kirche (Bistum Ningpo) im Stadtbezirk Jiangbei der Stadt Ningbo, Provinz Zhejiang, China.
Sie wird auch einfach als Katholische Kirche von Ningbo (chinesisch 江北天主教堂, Pinyin Jiāngběi Tiānzhǔ Jiàotáng) bezeichnet.

## Geschichte
Die ursprüngliche Kirche wurde 1713 in der Zeit der Qing-Dynastie erbaut und mehrmals umgebaut. Die jetzige Architektur im neugotischen Stil stammt aus dem Jahr 1872, der Turm von 1890.
Ab 1872 zunächst von französischen Vinzentinerinnen als Kirche zum Gedächtnis der Sieben Schmerzen Mariens zu Jiangbei genutzt, wurde sie 1876 zur Kathedrale erhoben und Sitz der 1946 errichteten Diözese Ningbo. 1963 wurde die Kirche geschlossen; der Bischofssitz ist seit 1967 vakant.
Im Jahr 1980 wurde die Kirche unter dem neuen Namen Herz-Jesu-Kirche wiedereröffnet.
Seit 2006 steht sie auf der Liste der Denkmäler der Volksrepublik China in Zhejiang (6-945).
2014 kam es zu einem schweren Brand, der nur die Außenmauern und den Turm stehen ließ. Die Restaurierungsarbeiten wurden 2018 abgeschlossen.
Die Kirche ist den Patrozinien der Verehrung des Herzens Jesu und dem Gedächtnis der Schmerzen Mariens geweiht.